# مصطفى طقاطقة
مصطفى طقاطقة (أبو علي؛ وُلد في 29 مارس 1966 – ) سياسي فلسطيني، شغل منصب محافظ محافظة طولكرم بين عامي 2024 و2025، ويشغل منذ 2 يناير 2025 منصب محافظ محافظة سلفيت.

## حياته
وُلد مصطفى أحمد فضل الديراوية في الكويت لأسرة فلسطينية من علار شمال شرق محافظة طولكرم عام 1966.
عمل مديرًا عامًا في ديوان الرئاسة منذ 11 يناير 2011 وحتى 24 مارس 2015 حيث نُقل إلى ديوان الموظفين العام.
في 6 أبريل 2016، نُقل من ديوان الموظفين العام وعُين نائبًا لمحافظ محافظة طولكرم.
في 10 أغسطس 2023، أحيل محافظ طولكرم عصام أبو بكر إلى التقاعد، وصار طقاطقة مسيرًا لأعمال المحافظ.
عُين في 9 مارس 2024، محافظًا لمحافظة طولكرم. واستمر في المنصب حتى قرار نقله محافظًا لمحافظة سلفيت في 2 يناير 2025.